# Eric De Volder
Eric De Volder (Sint-Niklaas, 10 mei 1946 - Gent, 28 november 2010) was een Vlaamse schrijver, beeldend kunstenaar en regisseur.

## Muziek en (muziek)theater
De Volder begon zijn carrière in de muziek als drummer in de Waaslandse boogie-band Papadock's. Later stichtte hij Parisiana, een muziektheatergroep. In de jaren tachtig was hij lid van het straattheatergezelschap Radeis. In 1987 stichtte hij de vzw Kunst Is Modder (KIM). De Volder was sinds 1992 de stichter en artistiek leider van het Gentse theatergezelschap TG Ceremonia. Op zijn theaterzolder KIM (Kunst Is Modder) in het Gentse Oudburg verzamelde hij enkele vrienden en collega’s uit zijn toenmalige theaterverleden (onder andere uit het Etherisch Strijkersensemble Parisiana) voor de voorstelling Kom terug. Het was de eerste van een aantal producties die gecreëerd en getoond werden in de intimiteit van de repetitiezaal. Maar geleidelijk aan ontdekte ook het grote publiek ‘het best bewaarde geheim’ van Gent en waren voorstellingen zoals Nachtelijk Symposium, Regent en Regentes, Diep in het bos, Brand, Au nom du père en Meestersnacht te zien in Gentse en andere zalen in binnen- en buitenland. 

## Prijzen en nominaties
In 1998 werd hij de laureaat van de Nestor De Tièreprijs met Polderkoorts. In 2000 mocht De Volder de Thersitesprijs van de Vlaamse theatercritici in ontvangst nemen, en in 2001 de Cultuurprijs van de Stad Gent “omwille van zijn grote artistieke integriteit, zijn aandacht voor de volkse identiteit en de keuze voor de thematiek van de mens in zijn kleine leefwereld”. Voor de tekst van Zwarte vogels in de bomen kreeg De Volder in 2003 de Prijs van de Vlaamse Gemeenschap voor toneelliteratuur. Tegelijkertijd sleepte hij ook de Vlaamse Cultuurprijs voor Podiumkunsten in de wacht. De voorstellingen Regent en Regentes, Diep in het bos, Achter ’t eten, Brand en Au nom du père werden geselecteerd voor Het Theaterfestival, waarbij Achter ’t eten bekroond werd met de Grote Theaterfestivalprijs 2004. Later kreeg deze productie ook nog de Prijs voor Letterkunde van de Vlaamse Provincies 2005. Au nom du père tot slot werd in 2006 geselecteerd voor Toernee General, een nieuw festival van KVS en Théâtre National en werd ook genomineerd voor de Taalunie Toneelschrijfprijs 2005.
Op 28 november 2010, 's nachts, na de première van Frans Woyzeck, is Eric De Volder onverwachts thuis in zijn slaap overleden.
- Digitale Bibliotheek voor de Nederlandse Letteren: vold001
- International Standard Name Identifier: 0000 0001 2056 9884
- MusicBrainz: 91a7c35a-fd63-42c4-8f9a-158d1d6be9cf
- Nederlandse Thesaurus van Auteursnamen: 165638222
- Virtual International Authority File: 171533931
- WorldCat: E39PBJgt3Tpgp6DpVVyF8CpByd